# 绵毛点地梅
绵毛点地梅（学名：Androsace sublanata）为报春花科点地梅属下的一个种。

## 扩展阅读
- 維基物種上的相關：绵毛点地梅